# 瓦尔马西诺
瓦尔马西诺（義大利語：Val Màsino），是意大利松德里奥省的一个市镇。总面积116平方公里，人口950人，人口密度8.2人/平方公里（2009年）。国家统计（ISTAT）代码为014074。